# Orlando Paredes Lara
Orlando Alberto Paredes Lara (Mérida, Yucatán, 2 de febrero de 1941) es un abogado y político mexicano, miembro del Partido Revolucionario Institucional. De gran trayectoria política dentro de su estado, ha sido candidato a gobernador, diputado federal y senador por el estado.

## Biografía
Es miembro del PRI desde 1963, dentro del partido ha sido líder de la CNOP en Yucatán, Oficial Mayor del Ayuntamiento de Mérida y Secretario General de Gobierno del estado en dos periodos, de 1985 a 1987 durante el primero gobierno de Víctor Cervera Pacheco y de 1991 a 1993, durante el de Dulce María Sauri Riancho, en 1994 fue candidato a presidente municipal de Mérida, siendo derrotado por el candidato del PAN, dos veces diputado al Congreso de Yucatán, diputado federal a la LVII Legislatura de 1997 a 2000 y de 2000 a 2006 senador por Yucatán.
En 2001 fue candidato a gobernador de Yucatán, resultando derrotado en la contienda electoral por Patricio Patrón del Partido Acción Nacional.